# Buchnera bampsiana
Buchnera bampsiana är en snyltrotsväxtart som beskrevs av R. Mielcarek. Buchnera bampsiana ingår i släktet Buchnera och familjen snyltrotsväxter. Inga underarter finns listade i Catalogue of Life.